# 乖乖文化
乖乖文化是指在機械設備旁擺放零食「乖乖」，為臺灣的一項特殊文化。認同這項文化的人認為透過取該零食名稱「乖乖」之意，擺放後能「讓設備乖乖運作」。這項文化的規則大約包含：零食乖乖不能過期與隨便移動（除了快過期需進行更換）、外包裝必須是綠色（若黃色甚至是放紅色可能會有反效果）、無論再餓都絕不能將這些乖乖打開來吃。受到這項文化影響，乖乖成為可以破例帶進機房的食物，並廣泛被擺放於工廠生產線、電腦主機、機房、加護病房、資料中心、提款機、警消單位、各式車輛、售票機和人造衛星模型的上方或內部。

## 文化影響
乖乖股份有限公司成立於1968年，產品以餅乾、玉米膨化零食為主，該公司生產的同名零食「乖乖」則是一款玉米膨化產品。最早在2008年之前就有報導記錄「將乖乖牌零食放置在機械設備旁以祈設備乖乖運轉」，甚至曾於2021年被英國BBC所報導，此觀念不但成為臺灣資訊業不成文的規矩，更逐漸擴展到其他領域。受到這項文化影響，乖乖牌零食被放置在電腦主機、提款機、售票機、控管系統、收費站、口罩製造機等設備內，以及電算中心、社會局、永續建築、派出所、醫院、護理站、家暴和性侵害防治中心辦公室、剪接室、劇院、戶政事務所和國家考試的試場等場所，也成為極少數可以破例帶進一般而言嚴禁飲食的機房內的食物。
這項文化被某些人視為迷信，但也有些人深信不疑，導演齊柏林更表示「我還會（在包裝袋上）寫上名字，這可不是開玩笑的」。臺北城市科技大學通識教育中心副教授江燦騰則認為，用「乖乖」祈求系統穩定可能僅是巧合，是對員工的安慰劑。

## 規矩

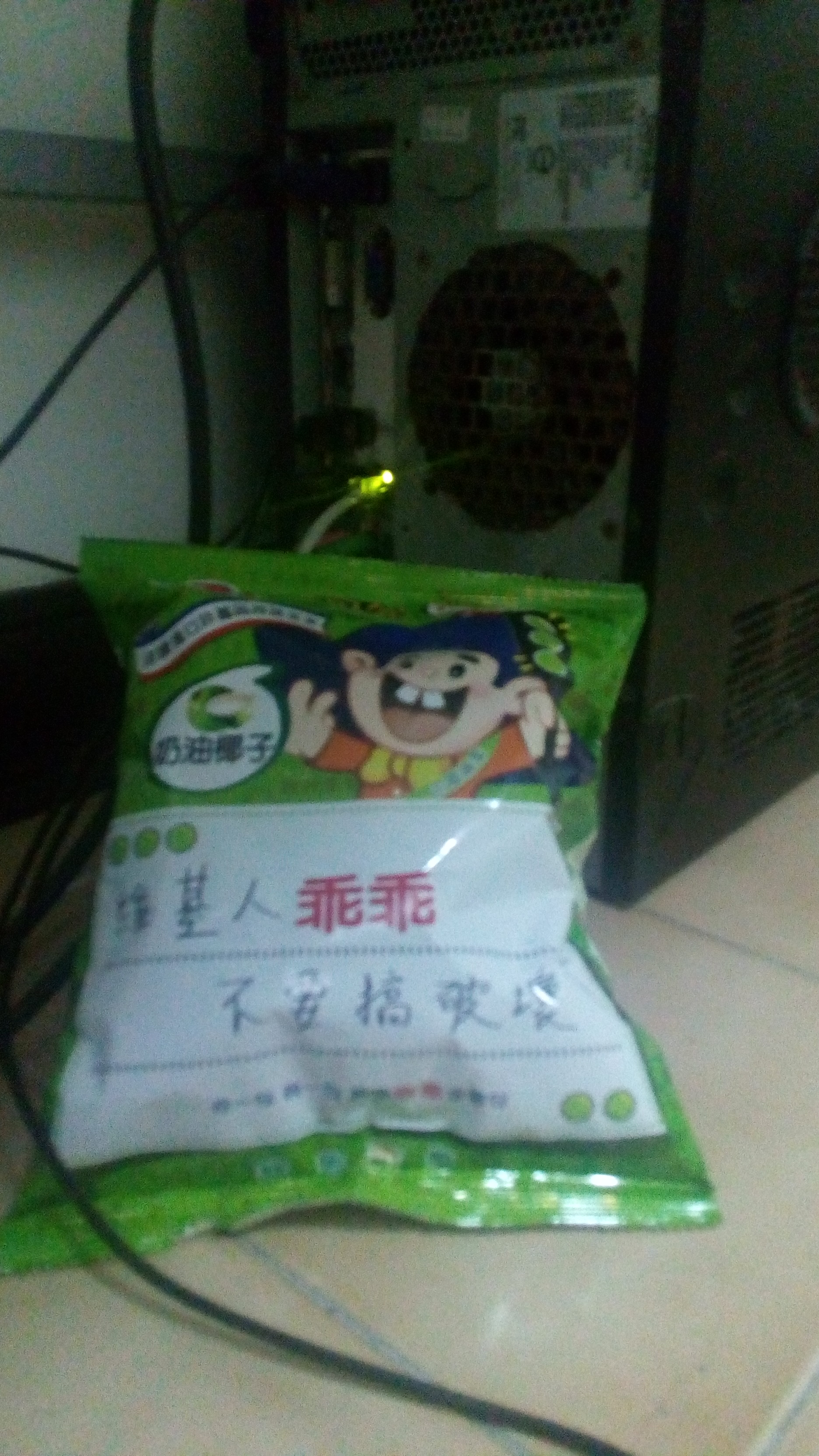
一包放在電腦主機旁的奶油椰子乖乖造句包。某些人相信，將乖乖放在電腦主機旁可以保佑主機順利運作。

擺放乖乖零食有一定的講究，乖乖的外包裝一定得是綠色（奶油椰子口味），不能是黃色或紅色，因為機器順利運轉時的燈號通常是綠色，而當機械亮黃燈和紅燈時則代表故障或有異常。例如在2017年5月開始申報綜合所得稅時，財政部試圖透過擺放乖乖來挽救因為流量過大而運作緩慢的作業系統，但卻因為買了黃色包裝的乖乖而遭到網友批評；曾有立委在審查草案時呼籲財政部要注意民間習俗，不要搞錯了包裝的顏色。乖乖公司則另有一套理論：綠色包裝能祈求電子設備和機房運行無礙，黃色包裝象徵錢財，受金融業和銀行業歡迎，紅色包裝則表示愛情，因此會在情人節或母親節時推出限量商品。
亦有少數單位特別擺放的是黃色的五香乖乖。例如衛生主管機關負責食安藥妝廣告涉及檢驗審查業務，黃色表示善盡把關、不能「開綠燈」一律過關之義。
除了需注意顏色，也要注意保存期限，不能擺放過期的乖乖，一旦過期必須馬上更新；也要注意包裝是否有破損，並避免被蟑螂或老鼠吃掉。這些乖乖零食在使用期間，絕不能吃掉或任意更換。時有吃掉乖乖後發生設備異常或意外事故的事件登上新聞。

## 合作

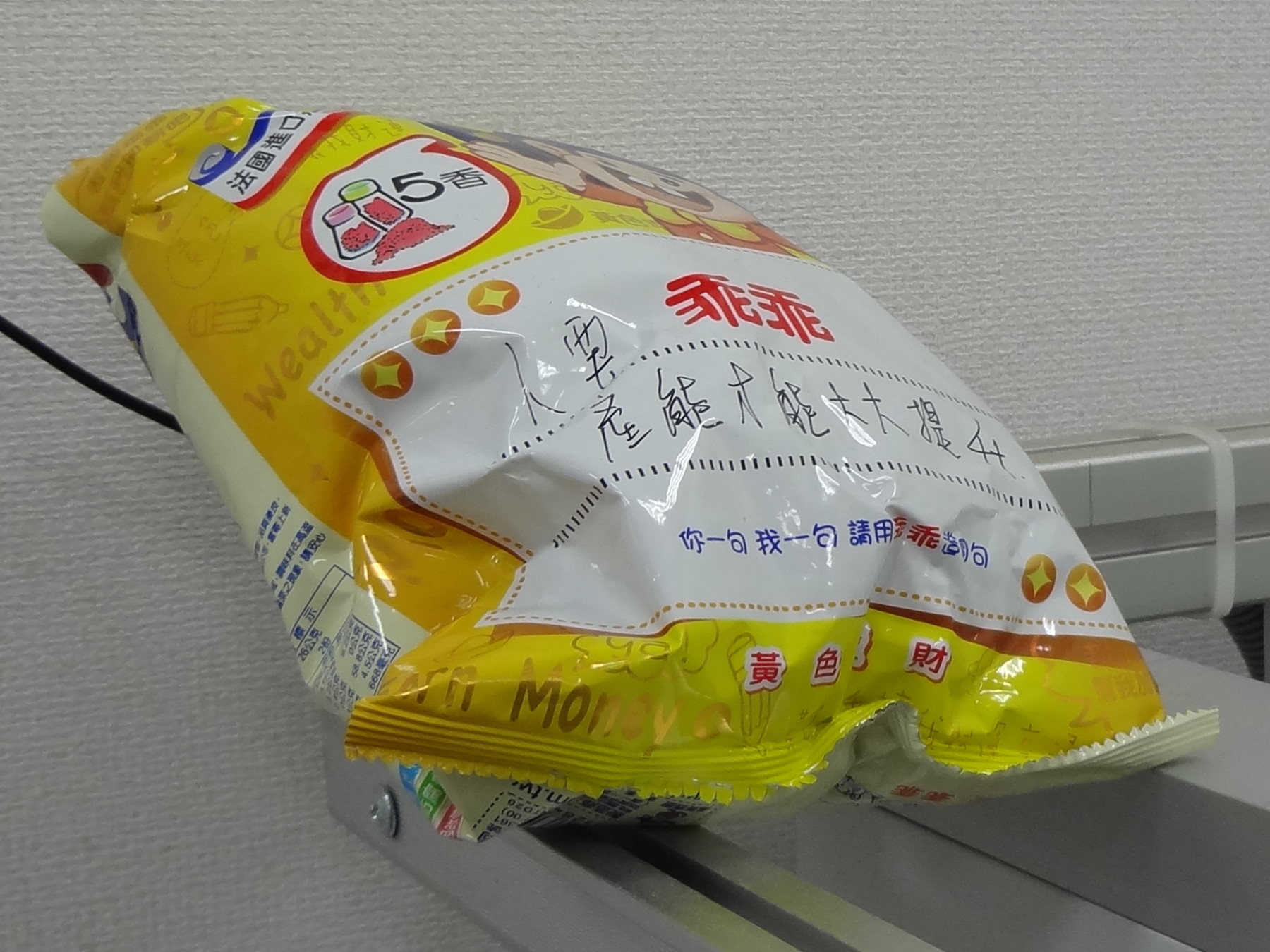
五香乖乖造句包放在輸送帶上，祈望降低輸送帶故障率、增加產能；但黃色包裝的乖乖可能會有反效果。

由於擺放乖乖的位置多與機械設備有關，因而乖乖亦被視為科技業供應鏈的一環。2016年時，高雄美濃地震導致台積電在南部科學園區的生產線受損，台積電在調度工程師修復生產線後訂製了聯名乖乖分送給員工，該款特製的乖乖印有「FAB14A 222K限定」字樣和南科14A廠的吉祥物黑面琵鷺，還曾在網路上出現每包新臺幣500元的拍賣價；而這也使得其他的科技公司前來與乖乖公司合作，要求客製聯名款產品，例如與台灣微軟合作推出「孔雀香酥脆」聯名包裝。2017年3月，桃園機場捷運通車時，桃園捷運公司向乖乖公司訂製了六萬包印有「乖乖搭捷運，省時又快捷」的綠色包裝乖乖送給民眾。彰化銀行與乖乖公司合作，推出金色包裝的五香乖乖。
2017年6月，德國遊樂園歐洲樂園宣布飛行劇院「VOLETARIUM」即將開幕的記者會上，乖乖零食被放在記者會的舞台中央；歐洲樂園特別介紹這包乖乖，說明「這是臺灣特別的傳統」；負責飛行劇院的智崴資訊則表示，所有設在臺灣海外的遊戲設備都會擺放乖乖，將乖乖放在主機旁的行為也被載明於合約之中。當首個由臺灣自主研發的光學遙測衛星福爾摩沙衛星五號發射前，乖乖公司也與國家太空中心合作，推出包裝上印有「太空浩瀚無垠，乖乖盡收眼底」的藍色包裝花生口味限量版的乖乖。而國家實驗研究院國家太空中心的工作團隊則將限量版藍色包裝花生口味的乖乖與一般的綠色包裝奶油椰子口味的乖乖圍繞著搭載衛星的獵鷹9號FT型火箭模型擺放，以祈衛星能順利升空。